# Hochschule Mittweida
La Hochschule Mittweida (en alemán: Hochschule Mittweida) es una universidad pública de ciencias aplicadas ubicada en la ciudad sajona de Mittweida, Alemania. Fue fundada en 1867 y ha recibido a unos 80 000 alumnos de 40 países en todo el mundo.

## Historia
La Universidad de Ciencias Aplicadas Mittweida es la segunda universidad pública más grande de ciencias aplicadas en Sajonia. Fue fundada en 1867 como Technicum Mittweida. Después de la toma del poder por parte de los nacionalsocialistas, el "Technicum" perdió su estatus de escuela privada, y en 1935 se convirtió en la Escuela de Ingeniería Mittweida (Ingenieurschule Mittweida).
En la década de 1960, debido al éxito del programa de capacitación electrotécnica, la escuela se convirtió en la "Universidad de Ingeniería Mittweida", con especializaciones en tecnología electrónica, tecnología de la información y tecnología de equipos. En 1976 se iniciaron las investigaciones sobre el procesamiento de silicio y cerámica con radiación láser y la potencia láser de las capas ópticas. En 1980, la Universidad de Ingeniería de Mittweida obtuvo el derecho a otorgar el título académico de doctor en Ingeniería.
En 1992, después de la reunificación alemana, la universidad recibió el estatus de una universidad de ciencias aplicadas con derecho a otorgar doctorados cooperativos. En 1998, la universidad pasó a llamarse Universidad de Ciencias Aplicadas Mittweida. El proceso de Bolonia permitió a la universidad introducir los grados de bachiller y maestría.
En 2009 pasó a llamarse Universidad de Ciencias Aplicadas Hochschule Mittweida.

## Facultades
La Universidad de Ciencias Aplicadas de Mittweida cuenta con cinco facultades:
- Ingeniería
- Informática aplicada y ciencias de la vida
- Ingeniería Industrial
- Trabajo Social
- Medios de comunicación

## Carreras profesionales
Grados de bachiller:
- Impresión 3D
- Ciencia informática aplicada
- Matemáticas aplicadas
- Economía de los medios aplicados
- Automatización - Industria 4.0
- Biotecnología
- Administración de negocios
- Administración de empresas
- Estudios duales de Ingeniería mecánica
- Economía para ingenieros
- Ingeniería Eléctrica - Automatización
- Electromovilidad
- Gestión energética y ambiental
- Cine y TV
- Ciencia forense general y digital
- Comunicación global en negocios y cultura
- Administración de la salud
- Seguridad informática
- Informática forense / cibercrimen
- Ingeniería Industrial
- Tecnología láser / Ingeniería física
- Ingeniería mecánica
- Mecatrónica - Estudios duales
- Mecatrónica
- Informática de medios y entretenimiento interactivo
- Administración de medios
- Ingeniería de medios y acústica
- Gestión Inmobiliaria y de instalaciones
- Trabajo Social
- Desarrollo de software
- Gestión inmobiliaria sostenible
- Biofotónica
- Tecnología láser

## Maestrías
Grados de maestría:
- Ingeniería acústica
- Matemática aplicada para redes y ciencias de datos
- Automatización / mecatrónica
- Ingeniería de software automotriz
- Blockchain y Distributed Ledger Technology (DLT)
- Administración de negocios
- Ingeniería eléctrica - automatización
- Tecnología eléctrica y de la información
- Biotecnología genómica
- Gestión industrial
- Tecnología láser
- Ingeniería mecánica
- Mecatrónica
- Estudios de medios y comunicación
- Informática de medios y entretenimiento interactivo
- Gestión de proyectos y procesos
- Trabajo Social
- Trabajo social terapéutico con niños y adultos jóvenes.

## Egresados notables
- Siegfried Altmann (1936), ingeniero, profesor de conceptos básicos e ingeniería eléctrica teórica.
- August Arnold (1898-1983), cofundador de The Arri Group, desarrollador de la primera cámara réflex de lente única.
- Rento Hofstede Crull (1863-1938), ingeniero holandés y pionero de la electricidad.
- August Horch (1868-1951), padre del gigante automotriz alemán Audi. Desarrolló el primer motor de seis cilindros en 1907. La designación Audi es la traducción latina del nombre Horch.
- Walter Bruch (1908-1990), inventor del sistema de televisión en color PAL, que llegó a usarse en unos 60 países.
- Hans Bahlsen (1902-1959), hijo del empresario Hermann Bahlsen, fundador de una conocida fábrica de galletas. En 1928 se hizo cargo de la gestión técnica de la "H.-Bahlsen-Keksfabrik" en Hannover.
- Gerhard Neumann (1917-1997), ingeniero de pruebas en General Electric y desarrollador del motor a reacción J-79 y director de la división de motores de aviones de la compañía (que actualmente se llama GE Aviation).